# Auguste Hellin

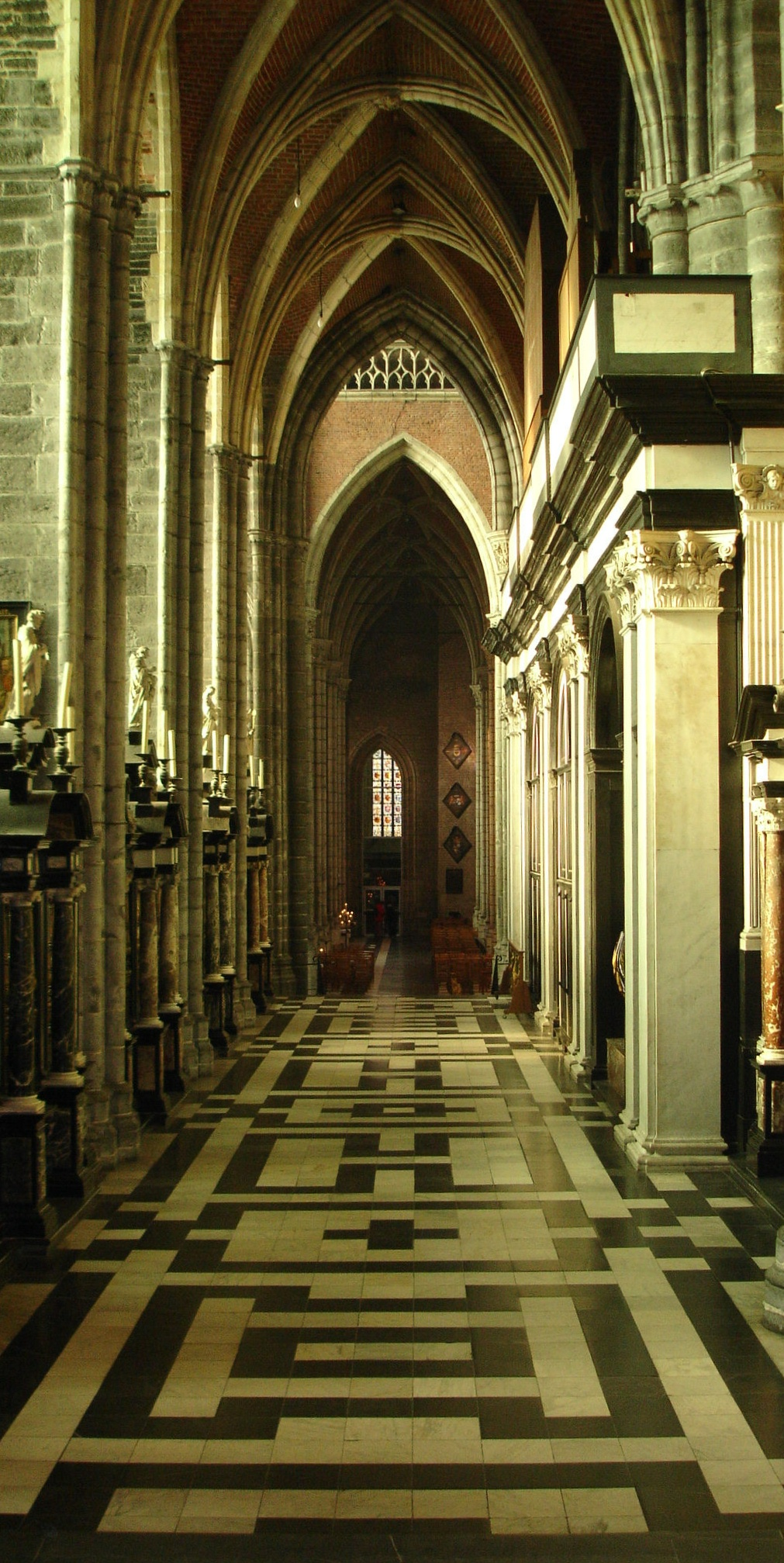
Sint-Baafskathedraal in Gent (België)

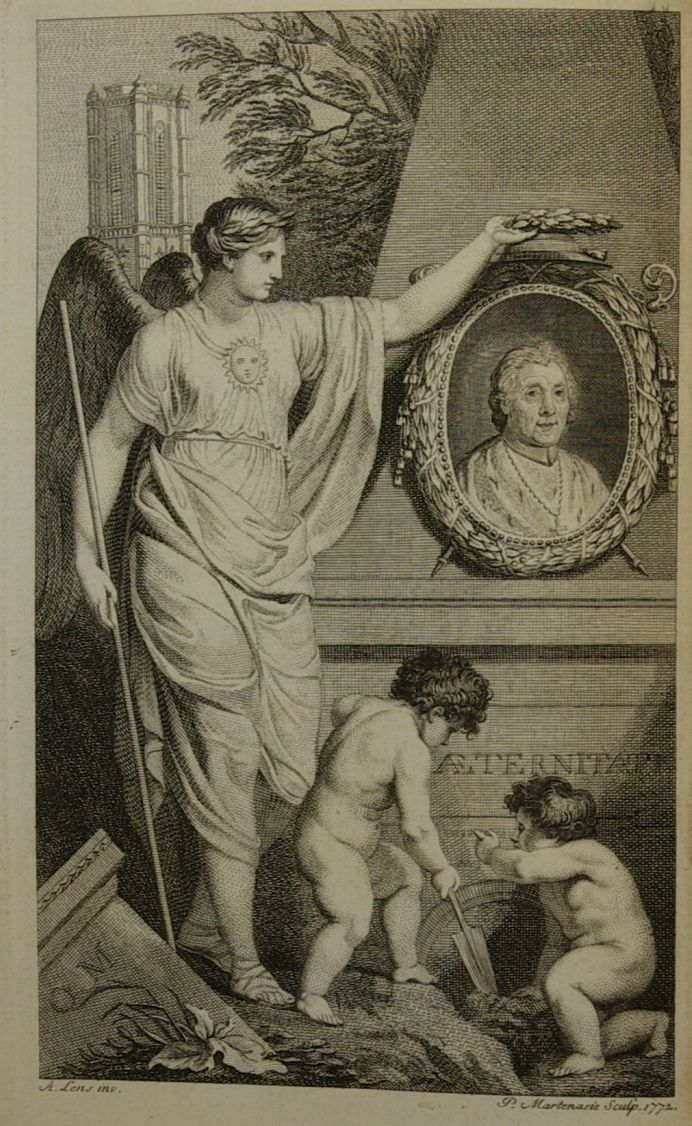
Portret van Auguste Hellin uit diens Histoire chronologique des evêques, et du chapitre exemt de l'eglise cathédrale de S. Bavon a Gand (1772), Universiteit Antwerpen - Bibliotheek Stadscampus MAG-P 13.32 (f. π1 verso).

Auguste Emmanuel Hellin (Antwerpen, 11 februari 1724 – Gent, 5 april 1803) was een kanunnik en kerkhistoricus in Gent, in de Oostenrijkse Nederlanden.

## Levensloop
Hellin werd geboren in Antwerpen als zoon van jonkheer Noé Hellin en jonkvrouw Jacqueline Thérèse Potiez. Na zijn priesterstudies benoemde keizerin Maria Theresia hem tot kanunnik in de Sint-Baafskathedraal van Gent, in de Oostenrijkse Nederlanden. Hellin bleef er kanunnik heel zijn leven. Hij verkreeg de eretitel van apostolisch protonotaris. Hij werkte in dienst van Govaart Geeraard van Eersel, bisschop van Gent.
In 1770 publiceerde Hellin zijn enig werk en standaardwerk over de geschiedenis van het bisdom Gent. Hij beschreef deze sinds haar oprichting in het jaar 1559, zoals beslist in de pauselijke bul Super Universas. Op basis van de archieven van de kathedraal beschreef hij gedetailleerd hoe het bisdom Gent jaar na jaar werd uitgebouwd. Daarnaast zijn talrijke notities van hem bewaard. Deze notities handelen over genealogie van adellijke families in de Zuidelijke Nederlanden. Sommige manuscripten waren bestemd voor publicatie doch hebben nooit de drukpers gehaald.
Tijdens het Frans bestuur in de Zuidelijke Nederlanden werd Hellin veroordeeld tot verbanning omdat hij weigerde trouw te zweren aan de republikeinse grondwet (1799). Hij leefde in ballingschap in Keulen en overleed in Gent in 1803. Alleen een document van de burgerlijke stand van Gent herinnert aan zijn mogelijks onopgemerkt overlijden in de stad. Zijn persoonlijke notities belandden bij Lucas de Roovere de Roosemersch, rechter in Brussel, en via omwegen in de Koninklijke Bibliotheek in Brussel (Fonds Goethals).